# Simon Patterson
Simon Patterson (nacido el 24 de septiembre de 1981 en Belfast) es un DJ y  productor de música trance norirlandés radicado en Londres.

## Biografía
Simon Patterson comenzó su carrera en el negocio de la música con un A & R posición que ocupó durante varias discográficas. Trabajó con Seb Fontaine y también para Judge Jules y con el apoyo tanto de ellos hacia la selección musical de su programa semanal de radio en BBC Radio 1.
Comenzó a tocar como DJ en 2000 y ha sido DJ residente en el club londinense "La Cruz". Él también comenzó a producir música para hacer conocer su nombre. Simon Patterson se hizo muy popular a través del proyecto trance Dogzilla, que se desarrolló entre 2003 y 2008, junto con Richie Kayvan. Ellos tuvieron su mayor éxito con el sencillo "Without You", que se clasificó en algunas listas europeas.
En 2006, Simon Patterson lanzó su primer sencillo "F-16". Dos años más tarde, abandonó el proyecto Dogzilla para centrarse en su carrera en solitario, argumentando que no era conocido como Simon Patterson, sino más bien como Dogzilla en sí.
En 2010, Patterson fue el puesto 28 en el "Top 100 DJs" de DJ Magazine.
Para 2011 fundaría el sello Night Vision, bajo expedientes de Spinnin' Records (su subsello discográfico hasta entonces era Reset Spinnin' Records)

## Discografía

### Singles
- 2006: F-16
- 2007: Panic Attack / Strip Search
- 2007: Bulldozer / We'll See
- 2008: Smack / Whatever It Takes
- 2008: Different Feeling
- 2008: Us
- 2008: Somethin's Up (with Sean Tyas)
- 2009: For the Most Part (with Sean Tyas)
- 2009: Always
- 2009: Thump
- 2010: Taxi
- 2010: Miss You
- 2010: Mood Swing
- 2011: Latika
- 2011: Keep Quiet (ft. Lucy Pullin)
- 2011: Come To Me (ft. Greg Downey y Bo Brunce)
- 2012: Here & Now
- 2012: So What
- 2013: Zero Contact With The Humans
- 2013: Vanilla (with Jordan Suckley)
- 2013: The One (ft. Lucy Pullin)
- 2013: Contraband (with Blazer)
- 2013: Brush Strokes
- 2014: Shadows (with Astrix)
- 2014: Iridescent (with John Askew)
- 2014: Dissolve ft. Sarah Howells
- 2014: Whites Of Her Eyes
- 2015: Time Stood Stil (ft. Matt Adey)
- 2018: Solo

### Remixes
- 2008: Mark Pledger vs Matt Hardwick feat. Melinda Gareh – Fallen Tides
- 2009: Sam Sharp – Roundabout
- 2010: John Askew – Black Out
- 2012: Neelix – Leave me alone
- 2014: Armin van Buuren - Ping Pong
- 2014: Neelix - Coloured light